# Albert Alexandrowitsch Wischnjakow
Albert Alexandrowitsch Wischnjakow (russisch Альберт Александрович Вишняков; * 30. Dezember 1983 in Almetjewsk, Russische SFSR) ist ein russischer Eishockeyspieler, der seit 2015 erneut bei Beibarys Atyrau unter Vertrag steht.

## Karriere
Albert Wischnjakow begann seine Karriere als Eishockeyspieler bei Neftjanik Almetjewsk, für die er in der Saison 2000/01 in der Wysschaja Liga aktiv war. Anschließend wechselte der Angreifer zu Torpedo Nischni Nowgorod, für die er allerdings nur sechs Spiele in der russischen Superliga bestritt, ehe er zu deren Ligarivalen Ak Bars Kasan wechselte. Für Kasan stand er in den folgenden beiden Spielzeiten auf dem Eis, ehe er von Neftechimik Nischnekamsk verpflichtet wurde, bei denen er die Saison 2003/04 beendete. Zudem wurde er im NHL Entry Draft 2003 in der neunten Runde als insgesamt 273. Spieler von den Tampa Bay Lightning ausgewählt, für die er allerdings nie spielte.
Vor der Saison 2004/05 unterschrieb Wischnjakow einen Kontrakt beim HK Dynamo Moskau, mit dem er 2005 erstmals in seiner Laufbahn Russischer Meister wurde und mit dem er 2006 nach einem 5:4-Finalsieg gegen den finnischen Meister Kärpät Oulu den IIHF European Champions Cup gewann. Nach einem kurzen Gastspiel beim HK Spartak Moskau zu Beginn der Saison 2007/08 spielt der Rechtsschütze bis 2010 für Metallurg Nowokusnezk.
Die Saison 2010/11 verbrachte er bei Neftechimik Nischnekamsk in der KHL und Molot-Prikamje Perm in der Wysschaja Hockey-Liga. Zur folgenden Spielzeit kehrte er innerhalb der zweiten russischen Spielklasse zu seinem Heimatverein Neftjanik Almetjewsk zurück.

## Erfolge und Auszeichnungen
- 2005 Russischer Meister mit dem HK Dynamo Moskau
- 2006 IIHF-European-Champions-Cup-Gewinn mit dem HK Dynamo Moskau
- 2017 Bester Stürmer des IIHF Continental Cup

## KHL-Statistik
Stand: Ende der Saison 2010/11